# Banu Ghatafan
Les Banu Ghatafan (arabe : بنو غطفان) étaient une tribu arabe numériquement importante, à laquelle Mahomet eut affaire. Les Ghatafan, qui étaient installés au nord de Médine (anciennement Yathrib), étaient alliés des Quraysh dans les conflits avec Mahomet. Ils interviennent notamment aux côtés des Quraysh dans la Bataille du fossé et Mahomet tente de passer un pacte avec eux, mais les négociations échouent. On les trouve également comme soutien des Banu Nadir dans la Bataille de Khaybar.